# Nea-Nidelvvassdraget

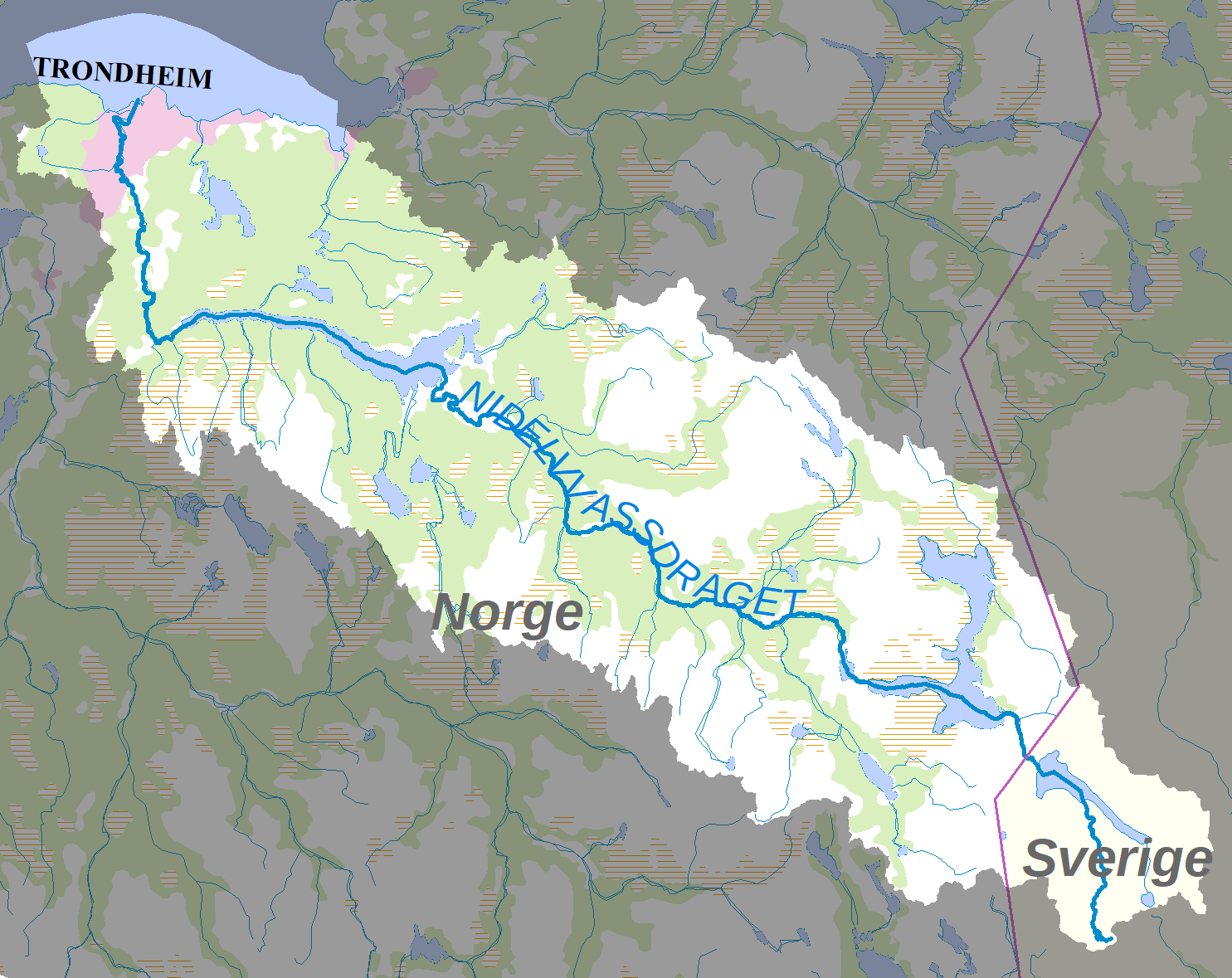
Mapa de la red de drenaje de Nea-Nidelvassdraget

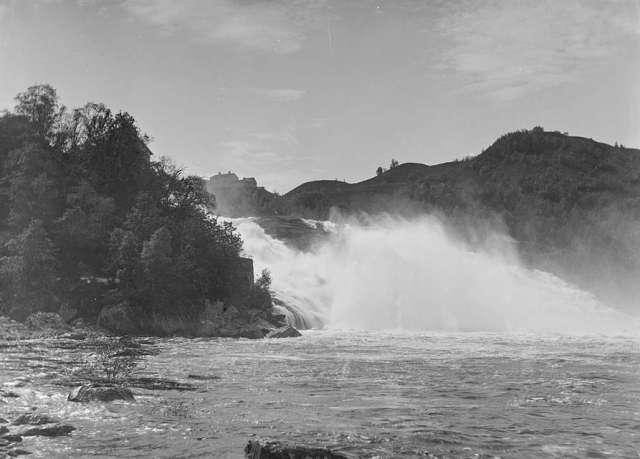
Vista de la cascada Øvre Leirfoss en 1880

La Nea-Nidelvassdraget es una red de drenaje en los municipios de Tydal, Selbu y Trondheim, en el condado de Trøndelag, Noruega. La superficie total de la cuenca es de 3.100 kilómetros cuadrados y recorre unos 160 kilómetros desde su nacimiento en los montes Sylan hasta su desembocadura en Trondheimsfjorden. Trondheim Energiverk cuenta con catorce centrales eléctricas a lo largo del curso de agua que están muy reguladas, con una producción total (en 2004) de 2.581 gigavatios-hora (9.290 TJ). El desarrollo de la zona ya había comenzado en 1890 con la construcción de la central eléctrica de Øvre Leirfoss
Los ríos más importantes de la red de drenaje Nea-Nidelvassdraget son el Nidelva, el Nea, el Rotla, el Lødølja y el Tya. Los lagos más grandes son Sylsjön, Nesjøen, Stugusjøen, Finnkoisjøen y Selbusjøen.